# Glossolepis ramuensis
Glossolepis ramuensis är en fiskart som beskrevs av Allen, 1985. Glossolepis ramuensis ingår i släktet Glossolepis och familjen Melanotaeniidae. IUCN kategoriserar arten globalt som otillräckligt studerad. Inga underarter finns listade i Catalogue of Life.